# Procedura di escissione elettrochirurgica ad ansa
La procedura di escissione elettrochirurgica ad ansa (in inglese Loop Electrosurgical Excision Procedure, LEEP), o "ad anello", talvolta chiamata escissione della zona di trasformazione ad ansa ampia (in inglese Large Loop Excision of the Transformation Zone, LLETZ), è uno degli approcci più comunemente usati per trattare una displasia della cervice uterina di alto grado (CIN II / III, HGSIL) scoperta all'esame colposcopico o in seguito a un Pap test.
La procedura, che ha tra i suoi vantaggi il basso costo e l'alto tasso di successo, può essere eseguita in un ambiente ambulatoriale e di solito richiede solo un anestetico locale, anche se a volte viene utilizzata la sedazione endovenosa o l'anestesia generale, alla somministrazione del quale segue il tamponamento della zona con una soluzione iodata, che permette di evidenziare le anomalie per la successiva rimozione.

## Procedura
Quando esegue una LEEP, il medico utilizza un generatore elettrochirurgico monopolare associato a un elettrodo ad ansa nel quale la corrente alternata, ad alta frequenza e a bassa tensione, vaporizza le cellule lungo le linee di escissione. È possibile utilizzare anelli di varie forme e dimensioni, a seconda delle dimensioni e dell'orientamento della lesione, il tutto unitamente a un aspiratore di fumi, indispensabile per evitare l’oscuramento della 
zona operativa e lo sgradevole odore derivato dalla diffusione nell'ambiente dei fumi. La zona di trasformazione cervicale (ovvero la zona della cervice ricoperta da epitelio colonnare che attraverso un processo di metaplasia viene sostituito da epitelio squamoso) e la lesione vengono asportati a una profondità adeguata, che nella maggior parte dei casi è di almeno 8 mm, e da una zona che, per sicurezza, si estende da 4 a 5 mm oltre la lesione. Talvolta viene effettuato un secondo passaggio, con un anello più stretto, al fine di ottenere un campione endocervicale per un'ulteriore valutazione istologica.
Dato che la tecnica LEEP utilizza l'energia elettrica per tagliare e contemporaneamente cauterizzare la lesione, ciò porta alla presenza di alcuni danni di natura termica sui campioni con essa ottenuti, tuttavia l'utilizzo di frequenze elevate (molte delle strumentazioni per la radiochirurgia attualmente in commercio utilizzano frequenze che si collocano nella banda media della radiofrequenza, cioè attorno ai 1 500-1800 kHz) e la velocità della corrente alternata (almeno 500 000 cicli al secondo) limitano il danno termico a meno di 330 micron e questo generalmente non interferisce con l'interpretazione patologica.
Talvolta all'elettrodo ad ansa si può preferire un elettrodo a forma di spatola o di ago, anche se il vantaggio dell'utilizzo di queste due forme rispetto all’ansa classica è ormai limitato a quelle pazienti in cui la lesione sia molto estesa a livello endocervicale, al punto da dover richiedere l'utilizzo di un'ansa di grandi dimensioni che provocherebbe l’asportazione di una grande quantità di tessuto sano con evidenti complicazioni nei processi di guarigione.

## Complicazioni
Le complicazioni della conizzazione della cervice effettuata con questa procedura sono meno frequenti rispetto a quelle di una conizzazione a lama fredda, ma possono comunque includere infezioni ed emorragie.
Uno studio di indagine ha indicato che la procedura LEEP non sembra influenzare la fertilità. D'altra parte, uno studio caso-controllo, ossia uno studio retrospettivo che prende in considerazione due gruppi omogenei che differiscono solo per la presenza o meno di un esito, ha scoperto un'associazione tra il trattamento chirurgico delle lesioni CIN e il rischio di infertilità o subfertilità, con un rapporto di probabilità di circa 2. Teoricamente la cicatrizzazione della cervice è un meccanismo che può causare problemi di concepimento, tuttavia tale tessuto cicatriziale può essere disteso e allungato in diversi modi, consentendo così all'apertura cervicale di dilatarsi di nuovo fino a raggiungere le normali dimensioni.
Uno studio di coorte svolto nel 2013 ha mostrato che le donne che erano rimaste incinta a meno di 12 mesi di distanza da una LEEP avevano avuto un tasso di aborto spontaneo pari al 18%, ossia circa quattro più volte più alto rispetto a quelle che erano rimaste incinta dopo più di 12 mesi dalla LEEP, il cui tasso era del 4,6%. Nello stesso studio si affermava anche che non era stato identificato alcun aumento del rischio di parto pretermine nelle donne sottoposto a LEEP. Tuttavia, un'ampia meta-analisi ha concluso che le donne con CIN hanno un rischio basale di parto pretermine più alto rispetto alla popolazione generale e che è probabile che l'utilizzo della LEEP come trattamento per CIN possa aumentare ulteriormente questo rischio. Inoltre, il rischio di parto pretermine sembra aumentare con trattamenti multipli e quantità crescenti di tessuto rimosso. Un altro studio ancora ha riportato una diminuzione statisticamente significativa nella soddisfazione sessuale delle donne sottoposte a LEEP.